# Elatine alsinastrum
Elatine alsinastrum là một loài thực vật có hoa trong họ Elatinaceae. Loài này được L. mô tả khoa học đầu tiên năm 1753.

## Hình ảnh

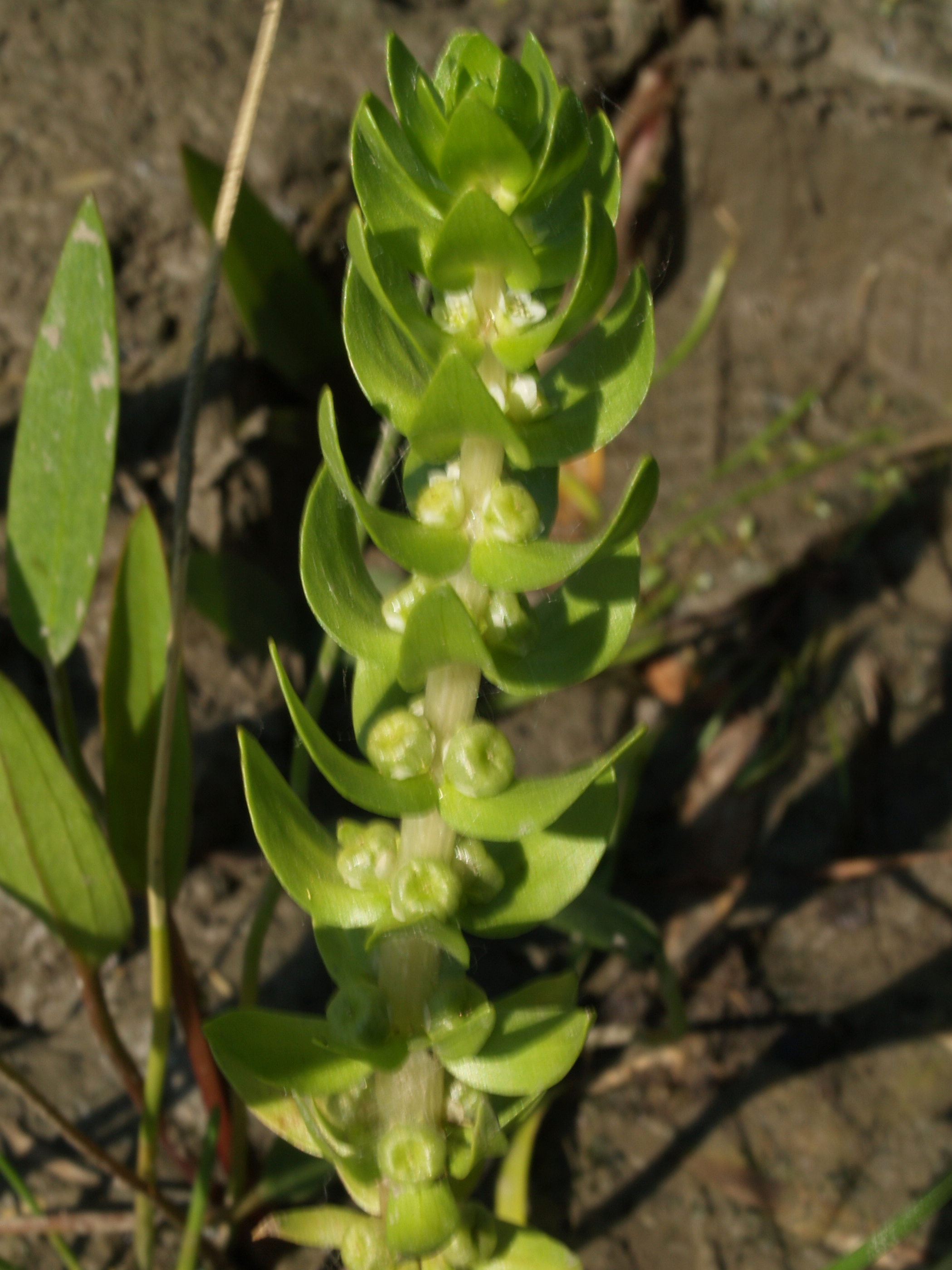